# Pontogeneia microdictyi
Pontogeneia microdictyi är en svampart som beskrevs av Kohlm. & Volkm.-Kohlm. 2009. Pontogeneia microdictyi ingår i släktet Pontogeneia, divisionen sporsäcksvampar och riket svampar.   Inga underarter finns listade i Catalogue of Life.